# Ione ovata
Ione ovata is een pissebed uit de familie Bopyridae. De wetenschappelijke naam van de soort is voor het eerst geldig gepubliceerd in 1964 door Sueo M. Shiino.